# 모틸린
모틸린(Motilin)은 22개 아미노산으로 구성된 폴리펩타이드 호르몬으로, 사람의 경우 MLN 유전자에 의해 부호화된다.
모틸린은 작은창자의 십이지장·빈창자의 창자샘에서 다수 관찰되는 내분비 Mo 세포에 의해 분비된다. 사람의 경우 소화가 이루어질 동안 약 100분 간격으로 순환계로 분비된다. 모틸린은 이동성 수축을 조절하는 최중요 성분인 동시에, 췌장의 활동을 자극시키는 성분이기도 하다.